# Medalla de l'Àfrica Oriental i Central
La Medalla de l'Àfrica Oriental i Central, (anglès: East and Central Africa Medal) establerta el febrer de 1899, va ser una medalla de campanya britànica atorgada per a operacions militars menors al Protectorat d'Uganda i al Sudan del Sud entre 1897 i 1899. Es van emetre quatre fermalls separats.
La majoria de medalles van ser concedides a forces o unitats locals dirigides pels britànics de l'exèrcit indi. No hi havia unitats de l'exèrcit britànic presents, tot i que diversos oficials britànics i suboficials van rebre la medalla mentre estaven secundats a unitats locals. Els destinataris dels fermalls de Lubwa i Uganda 1897-98 incloïen diverses dones que feien d'infermeres.

## Disseny

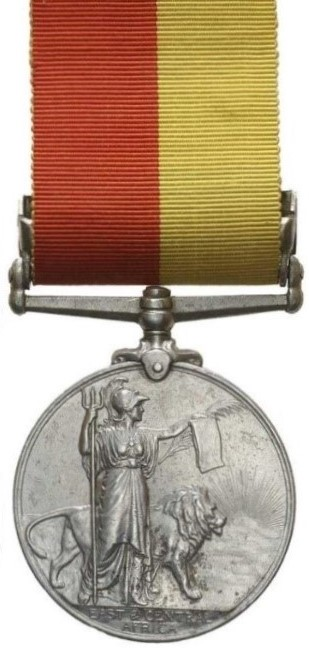
Revers de la medalla

La medalla fa 36 mil·límetres (1,4 polzades) de diàmetre. Va ser emesa en plata a tots els destinataris, excepte als portadors autòctons i altres seguidors autoritzats del camp, que van rebre la medalla de bronze.
L'anvers de la medalla porta una figura de mig cos mirada a l'esquerra de la reina Victòria sostenint el ceptre reial amb la inscripció "VICTORIA REGINA ET IMPERATRIX"
El revers, dissenyat per G. W. de Saulles, té una imatge de Britànnia dempeus i mirant cap a la dreta, sostenint un trident i una branca de palmera, mentre que darrere hi ha un lleó i el sol naixent. A continuació hi ha la inscripció "EAST & CENTRAL AFRICA" ("Àfrica Oriental i Central").
El nom i el regiment del destinatari estan gravats amb majúscules a la vora de la medalla.
La cinta de 31,7 mil·límetres (1,25 polzades) d'amplada és meitat groga i meitat vermella, amb el groc a l'esquerra quan hom mira a l'usuari.

## Fermalls
La majoria de medalles es van atorgar amb un fermall, amb un total de quatre autoritzades. La de Lubwa només es va atorgar com a part d'una medalla de dos fermalls, normalment amb Uganda 1897-98. Els fermalls atorgats van ser:
- Lubwa: Operació contra els soldats sudanesos amotinats estacionats a Uganda que tenien fort Lubwa al llac Victòria, 23 de setembre de 1897 - 24 de febrer de 1898
- Uganda 1897-98: Una expedició al país Teita d'Uganda, 20 de juliol de 1897 - 19 de març de 1898
- 1898: Pel servei per sufocar una rebel·lió dels somalis d'Ogaden liderats pel sultà Ahmed bin Marghan, 12 d'abril - 3 d'octubre de 1898
- Uganda 1899: Pel servei al protectorat d'Uganda al llarg del Nil per sufocar una rebel·lió dels governants locals Kabarega i Mwanga II of Buganda, del 21 de març al 2 de maig de 1899.